# Санџачка кухиња
Санџачка кухиња заузима посебно место у богатој кулинарској традицији Србије. Гастрономски производи Новог Пазара и околине представљају важан део бошњачке културе, али и туристичке понуде овог краја. Санџачка кухиња развијала се од доласка Османлија на ове просторе и сачувана је захваљујући женама, домаћицама, које су их чувале и током векова преносиле с колена на колено, а оне то чине и данас, како кроз различита удружења, тако и појединачно. 
Нови Пазар је посебно познат по специфичним јелима која спајају традиционалне укусе оријенталне кухиње са локалним специјалитетима. Традиционални новопазарски специјалитет – пазарске мантије, уврштене су 2012. године на листу нематеријалног културног наслеђа Србије.

## Историја
У многим националним кухињама широм Европе може се препознати утицај османске кухиње. тај утицај препознатљив је чак и у кулинарским традицијама Северне Африке. У Русији је, на пример, међу богатим породицама, имати високо обученог османског куварабио  статусни симбол. Постоји и прича о томе да су аустријски пекари и посластичари почели да праве слатко пециво у облику полумесеца после опсаде Беча.
Највећи утицај осетио се свакако у земљама које су биле под влашћу Османлија, што се свакако дноси на већину балканских земаља. Александар Киосев, професор историје модерне културе на Софијском универзитету, тврди да и данас постоји јак заједнички идентитет балканских народа, који се афирмише на два начина: етничким особинама и кухињом. Према његовим тврдњама, балканска кухиња води порекло из османизиране персијске кухиње. Османлије су утицали на балканске гастрономске навике тако што су донели нове намирнице, попут пиринча и кафе, и нове рецепте, како своје тако и оне још источније. Неке од карактеристика које указују на повезаност балканске и османске кухиње су, на пример, употреба јогурта у месним јелима, или млевено месо умотано у листове различитог лиснатог поврћа (сарма) и долме (пуњено поврће). 
Многа јела која својим традиционалним сматрају у Македонији, Србији, или Босни и која се међусобно врло мало разликују по окусу и припреми, заправо су најчешће османског порекла. Чак и у хрватском језику, који је далеко мање био под османским утицајем, називи појединих намирница турцизми или арабизми: бадем, бамија, наут или леблеблија, патлиџан, сусам, урма, нар, али и шећер, затим јела, посебно слаткиши: алва, баклава, бурек, ђувеч, кадаиф, кајмак, мусака, пекмез, пилав, ракија, сарма, сутлијач, тулумба, суџук, чорба, пића: чај, кафа, боза, лимунада, јогурт, или кухињско посуђе: тава, џезва...

### Српска кухиња
Османска кухиња оставила је велики траг на данашњу традиционалну српску кухињу. Чини се да је највећи утицај оријенталне и исламске материјалне културе остварен баш у култури исхране. Са османским освајањима исхрана се у Србији мењала рапидно и драстично. Обогатила се јелима која су и данас диео свакодневног јеловника. Та култура исхране превазишла је границе утврђених линија између српске руралне и османске урбане заједнице и ушла чак, иако мање и спорије, у рурално окружење. У савременим српским куварима највише рецепата повезаних с османком кухињом може се наћи међу слатком зимницом (слатко и пекмези), готовим јелима, супама и чорбама, топлим предјелима и тестенинама. може се закључити да свакодневна трпеза просечне српске породице обилује рецептима повезаним са остатцима османске гастрономије.

### Босанскохерцеговачка кухиња
Босанскохерцеговачко кулинарство високо је развијено, о чему сведоче многи традиционални јеловници, па се чак може рећи да се ради о културном феномену. Традиционално кулинарство Босне нуди веома разноврстан избор, било да се ради о високом степену поклањања пажње мирисима јела, разноврсности употријебљених намирница, богатству различитих варијанти појединих јела, различитим комбинацијама редоследа јела, или начинима сервирања. Многа јела традиционалне кухиње карактеристична су за еснафски период и занатски начин производње, па захтевају велико учешће радне снаге. На традиционално босанско кулинарство такође је велики утицај имала османска кухиња, о чему сведочи и чувени путописац Евлија Челебија, који у својим делима пише: „На гласу су им ова јела: уређени бели латински сомун и ручка ћурек, бурек од кокошијег меса, кајмак–баклава, разноврсне чорбе од поврћа, јахнија од овчије и говеђе пастрме сушене на храстовини, купуска (кисели купус) и сир од сурутке.” Босанскохерцеговачко кулинарско умеће изграђено је на елементима османске кухиње, у коју је унесен знатан колорит Запада, а у одређеним сегментима се утицаји Истока и Запада преплићу.
Јела босанскохерцеговачке кухиње се по правилу разликују од кухиња других јужнословенских народа по томе што се справљају без запршке, на бази млека и млечних производа, попут јогурта, кајмака и киселе павлаке. У њима се веома много користи поврће попут спанаћа, зеља, патлиџана, тиквица, першуна, махунарки, празилука и шаргарепе. Умаци се увек припремају на бази супе од поврћа или меса. Уз месо са роштиља много се конзумира месо кувано у властитом соку. Чорбе су густе, на бази поврћа и житарица, а пуно се једу пите и буреци. Све наведено карактеристично је и за османску кухињу. 
Многа месна јела прилагодила су се хришћанском окружењу, па се пуно више користи говедина, као и свињетина, али само у срединама које се не придржавају халал (код муслимана) или кошер (код Јевреја) правила. Зачини се користе у малој мери, готово незнатно. Слаткиши су посебно цењени, толико да је у чувеном Босанском кухару Алије Лакишића чак 9 поткатегорија посвећено некој врсти десерта, а једна цела баклави. 
Насупрот српској кухињи, где се највећи утицај Османлија осећа у јелима од меса, у босанскохерцеговачкој то није правило. Због многих сличности у категоријама пилава, поврћа, долми, туршија, баклава и многих других тешко је одредити да ли је у питању босанска варијација на основни рецепт или се ради о преправци домаћег рецепта. За разлику од српске, у босанскохерцеговачкој куињи доминирају остатци османске кулинарске традиције, толико да су и рецепти централноевропског порекла попримили оријентални елемент.
У босанској кухињи посебно се истичу разноврсна кувана јела и пите, од којих су највише заступљене: босански лонац, чорба, сарма, бурек, сиромпита, кромпируша и зељаница. Зими је био обичај да се на жару пеку кромпири и једу са домаћим сиром. Посуде у којима се служила храна углавном је било од бакра, алуминија или дрвета.

### Санџачка кухиња
О санџачкој кухињи још увек нема пуно озбиљних научних истраживања, па самим тим ни пуно поузданих извора. Неупитно је, ипак, да санџачка кухиња спаја традиционалне укусе оријенталне кухиње са локалним специјалитетима. Томе у прилог говори и чињеница да је цела област која је некада представљала Санџак, данас мултинационална и мултикултурална средина у којој се преплићу различите културе. Не треба занемарити ни чињеницу да је Нови Пазар настао као важан трговачки центар на путу од Запада према Истоку, још од Трговишта подно града Раса, а такође ни утицај Сефардске заједнице, која је у Новом Пазару постојала три века, све до Другог светског рата.
У сваком случају, санџачка кухиња заузима посебно место у богатој кулинарској традицији Србије. Гастрономски производи Новог Пазара и околине представљају важан део бошњачке културе, али и туристичке понуде овог краја, која све више постаје важна тачка гастрономског туризма. Развијала се од доласка Османлија на ове просторе и сачувана је захваљујући женама, домаћицама, које су их чувале и током векова преносиле с колена на колено, што чине и данас.

## Специјалитети санџачке кухиње
Осим самих јела, санџачка кухиња се одликује и различитим комбинацијама редоследа јела, или начинима сервирања, зависно од прилике. Тако се међу традиционалним санџачким софрама истичу бајрамска, рамазанска и мевлудска софра, као софре које се сервирају током ових великих муслиманских празника.
Најпознатији специјалитети овога краја свакако су пазарски ћевапи, пазарске мантије, сомуни, као и разне врсте пита, који су препознати и цењени међу многобројним туристима који посећују овај регион. Пазарске мантије, односно традиционални начин припреме овог јела, уврштене су 2012. године на листу нематеријалног културног наслеђа Србије.
Подједнако су познати и препознатљиви и производи сточара са Пештерске висоравни, па су чувени сјенички сир, од крављег или овчијег млека, као и сјеничка стеља (овчија пршута) сертификовани производи, заштићени ознаком географског порекла.

### Традиционална јела и пића
Слана јела
- Сјенички сир (овчији и крављи)
- Сјеничка стеља (овчија пршута)
- Пазарски ћевапи
- Ћешке
- Ситни пазарски ћуфтет
- Јунеће месо кухано на оари
- Пшенична чорба[13]
- Бегова мусака
- Јагњећа крзатма
- Јалан долме (јалан сарме)
- Зелени бонџук
- Бегов чибук
- Парлак пилетина
- Пуњено ћуфте
- Теферич долма
- Пазарске мантије
- Обаруша
- Ђул пита[11]

Слатка јела
- Гурабије
- Сулпита
- Татлије
- Различите врсте баклава
(посађуша, хамајлица, сепет баклава...)
- Дивит баклаве (сукане баклаве)
- Севдиџан (баклава)
- Шећер локум (Рахат локум)
- Тулумбе
- Пуњени кадаиф
- Хурмашице са сиром
- Сутлијаш са орасима[1]
- Зерде или ешкијаш
- Ђузлема

Напици
- Ђулсија
- Сок од клеке
- Кафа на жару

## Туристички потенцијал
У савременом свету традиционална јела постају не само симбол културног идентитета, већ и значајан део модерне туристичке понуде - гастрономски туризам. Нови Пазар већ годинама привлачи туристе жељне да осете аутентичне укусе, а ресторани и локалне пекаре све чешће укључују у своје меније модернизоване верзије традиционалних специјалитета, комбиноване са савременим кулинарским техникама.

### Промоција санџачке кухиње
У циљу промоције санџачке кухиње у Новом Пазару се организују различите манифестације, какве су Санџачка софра или Пазарска софра на модеран начин, на којима се промовише не само гастрономска традиција, већ и култура Бошњака овога краја. На оваквим манифестацијама учествују ученици и студенти новопазарских средњих школа и факултета, Музеј „Рас”, познати новопазарски ресторани, културно-уметничка друштва и други. Од 2011. године у центру Новог Сада се, поводом Курбан-бајрама, једног од највећих исламских празника, одржава традиционална манифестација под називом „Улица отвореног срца – Бајрамска софра”. Манифестацију организују Муфтијства војвођанског, бачког меџилиса, Ријасета Исламске заједнице Србије.
Највећи допринос у очувању традиционалне санџачке кухиње одувек су давале жене, а оне то чине и данас, било кроз различита удружења, какво је Удружење жена „Мерјем” из Новог Пазара, или као појединке. Међу њима се истичу пријепољка Сабиха Дацић и новопазарка Бинаса Хајровић. Њих две, осим специјалитета санџачке кухиње, представљају и богату културу, историју и традицију Бошњака у Санџаку. Сабиха Дацић то чини у гастрономској емисији Пријепољке на телевизијском каналу Kitchen TV, а рецепте које је приказивала у емисији објавила је и у књизи Сабихина софра. Бинаса Хајровић је ауторка Youtube појекта Бинин сахан (Бинин тањир). Кроз овај пројекат она богату санџачку софру, али и културу, традицију и историју санџачког народа представља широм света. На Youtube каналу Бинин сахан може се пронаћи више од 200 рецепата, снимака припреме различитих јела, а овај канал прати 100 хиљада људи широм света.